# Härmklöver
Härmklöver (Trifolium nigrescens) är en ärtväxtart som beskrevs av Domenico Viviani. Enligt Catalogue of Life ingår Härmklöver i släktet klövrar och familjen ärtväxter, men enligt Dyntaxa är tillhörigheten istället släktet klövrar och familjen ärtväxter. Arten förekommer tillfälligt i Sverige, men reproducerar sig inte.

## Underarter
Arten delas in i följande underarter:
- T. n. nigrescens
- T. n. petrisavii

## Bildgalleri

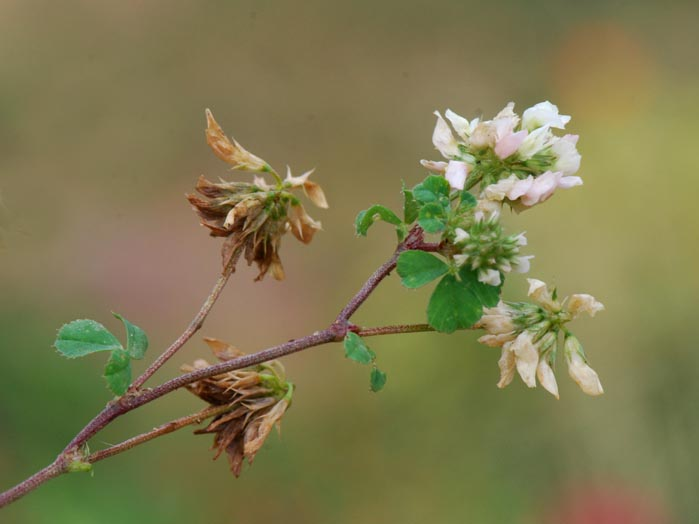
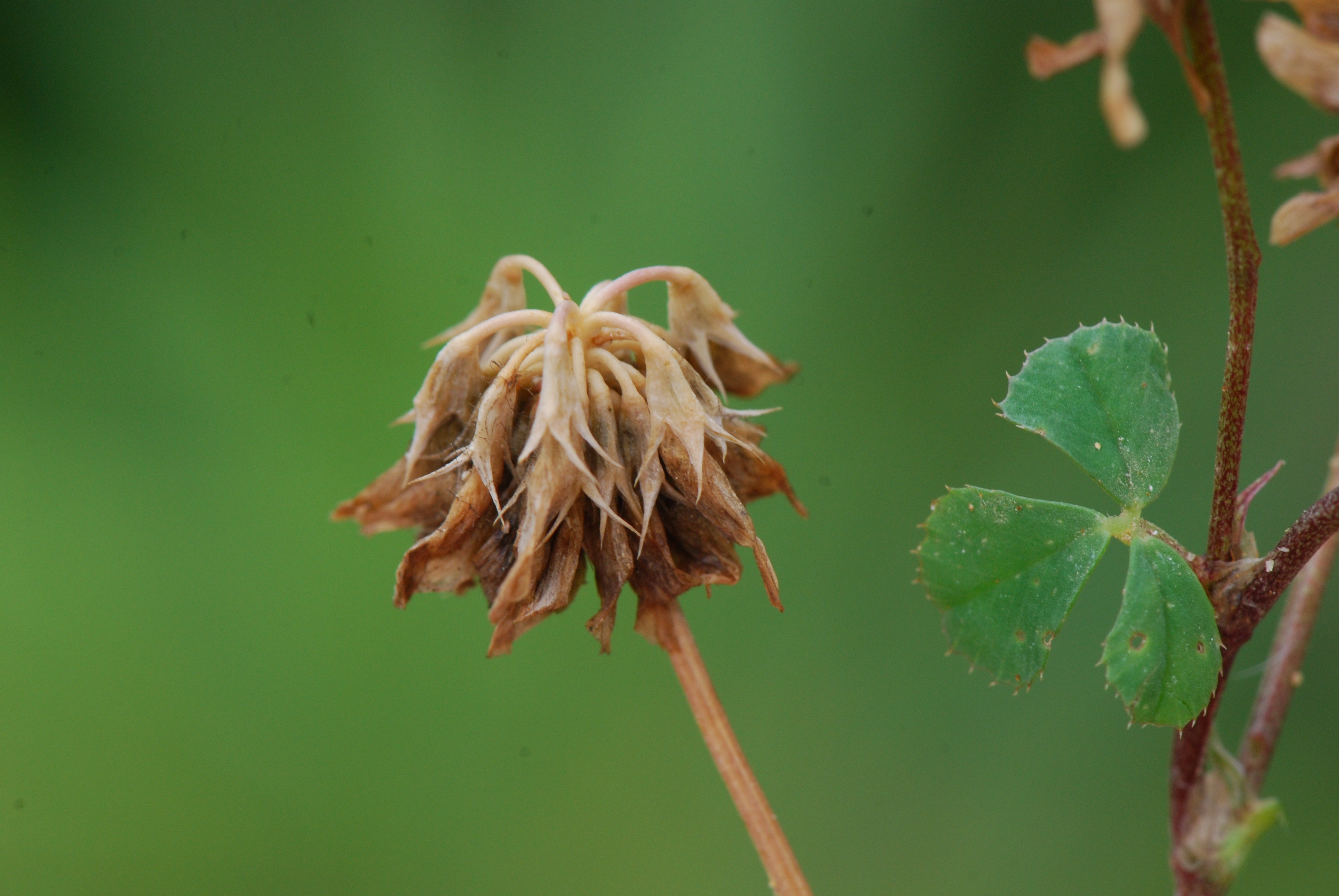